# .cw
.cwは、オランダ王国のキュラソーに割り当てられている国別コードトップレベルドメイン(ccTLD)。2012年1月に使用が開始された。
現在はキュラソー大学によって管理されている。